# Reda Madih
Reda Madih de son nom complet Mohamed Reda Madih (en arabe : محمد رضا مديح), né le 28 juin 2005 à Casablanca (Maroc), est un joueur de futsal international marocain.

## Biographie

### Carrière en club
Reda Madih naît à Casablanca et grandit dans l'arrondissement de Sidi Bernoussi. À l'âge de cinq ans, il intègre l'académie Mohammed VI de football, où il joue pendant deux saisons. Il est ensuite transféré au Raja Club Athletic au niveau cadet junior, où il passe la majorité de sa formation, jusqu'en 2019. À la suite d'une grave blessure, il est éloigné des terrains pendant un an, après une opération à cause d'une exostose[réf. nécessaire].
Lors de son retour de blessure, il se convertit en joueur de futsal et rejoint le Difaa El Qods pour la saison 2021-2022, disputant la division Excellence pendant un an et demi sous la direction de l'entraîneur Mohamed Nassif, qui le forme en tant que joueur de futsal, avant de faire une pause dans sa carrière pour passer son baccalauréat[réf. nécessaire].
Il fait son retour en 2023, où il rejoint le Wifaq Casablanca, disputant ainsi sa première saison en Futsal D1, à l'âge de dix-huit ans. Auteur d'une saison complète, il rejoint le Feth Settat en juin 2024 pour disputer la saison 2024-2025.

#### Carrière internationale
En 2022, il reçoit plusieurs sélections avec l'équipe du Maroc des moins de 19 ans sous la direction de Youssef El Mazray. Il participe au tournoi international de Croatie, inscrivant un doublé contre le Portugal (match nul, 5-5) et un triplé contre l'Ukraine (victoire, 1-4). Le Maroc termine vice-champion de ce tournoi aux dépens de l'Espagne. Plus tard, il dispute et remporte le tournoi international d'Azerbaïdjan avec cette même équipe,, inscrivant un but contre le pays hôte dans une victoire 5-1,,.
Recevant plusieurs sélections avec l'équipe du Maroc des moins de 20 ans, il est également appelé avec les moins de 23 ans sous la direction d'Adil Sayeh, remportant en 2024 le tournoi international du Viêt Nam, sans pour autant entrer en jeu,,. Cependant, il dispute son premier match avec la catégorie U23 contre la Belgique U23[réf. nécessaire].
Convoqué en décembre 2024 par le sélectionneur Hicham Dguig pour une double confrontation contre la Lettonie dans le cadre de matchs amicaux, il honore sa première sélection le 15 décembre 2024 à Salé en entrant en jeu et inscrivant le deuxième but du match, le premier étant inscrit par Soufiane El Mesrar. Le match se termine sur une victoire 2-0 en faveur des Marocains,.

## Statistiques

### En sélection
Le tableau suivant liste les rencontres de l'équipe du Maroc auxquelles Reda Madih a pris part depuis le 15 décembre 2024 :

## Palmarès

### En sélection
Maroc -19 ans (1)
- Vice-champion du Tournoi international de Croatie 2023
- Vainqueur du Tournoi international d'Azerbaïdjan 2024[10]

 Maroc -23 ans (1)
- Vainqueur du Tournoi international du Vietnam 2024[10]

 Équipe du Maroc (1)
- Vainqueur du Tournoi international du Maroc 2025